# Враголан (лист 1894)
Враголан (лист, 1894) – лист за шалу и забаву – излазио је два пута месечно, од 1. јануара 1894 (број 1.)  до 15. децембра 1894. године (број 24). 

## О часопису
Лист Враголан су покренули у Великој Кикинди Сима Јовановић, власник, и Душан Кантар, одговорни уредник. Штампан је у кикиндској штампарији Јована Радака. Лист је излазио тачно годину дана и са објављивањем 24. броја се угасио. Разлоге за то навели су издавачи у свом опроштајном уводнику – „Последња (не)воља“.  Навели су да на крају сваке године „обично наилази помор за српске листове“ јер тада тражи „сваки своје“ – исплата штампарије и осталих трошкова, насупрот „невоља издавача са претплатницима који не плаћају, са сарадницима који обећавају радове, а не шаљу, са критичарима, који по рогљевима пљуцкају...“ Поред тога, власник наводи: „Наређујем, да ову моју последњу (не)вољу изврши српски немар, тај творац свију невоља српских листова. Уједно наређујем, да ме он сахрани у оно исто гробље (споменика не тражим) у које је сахранио оне српске листове пре мене...“
Лист је био радикалски настројен, а нападани су либерали, напредњаци и краљ Милан Обреновић. Технички је био солидно опремљен и доносио је квалитетне илустрације, са намером да наследи чувеног Змајевог Стармалог.

## „Шетња по свету“
Међу српским часописима који су на прелому XIX и ХХ века излазили широм Србије и ван ње ретки су они који нису објављивали утиске путника различитих професија и интересовања са путовања по далеким и блиским, али зато ништа мање егзотичним крајевима. Путописе су писали ђаци, свештеници, педагози, трговци, историчари и новинари.
Као пандан „озбиљној”, постојала је идентична популарност путописа и у уређивачком концепту српских хумористичко-сатиричних листова и часописа. 
У Враголану су путовања представљала привидна тумарања по пространствима, мање географских предела (јер су сведени на најмању могућу просторну меру), а више сопствених мисли. Путопис постаје изврстан оквир унутар којег су смештене субјективне путничке опсервације, а жанровске конвенције и норме бивају разорене садржајем, чиме се постиже нова, пародијска вредност. У рубрици „Шетња по свету” аутори су писали путописе под псеудонимима Кикимбики и Рувим. Сатирична нота била је резервисана за политику, власт и институције, а хуморна више за свакодневни живот. Кикимбикијеви и Рувимови путописи остварују високу књижевну вредност, иако им је првенствена намера да забаве читаоце. У њима доминира говорни дискурс североисточног Баната. 
Када Кикимбики креће на путовање, наводи да иде до Вршца, Мокрина, Карловаца, Суботице, али се не стиче утисак да је то право путовање, већ да су градови и села само кулисе и повод да се прича о неким другим стварима. 
У броју 6 Враголана, Кикимбики коментарише српске школе и анационално вођене наставне програме. „Из учионице трећег разреда српске женске школе чују се речи мађарске песме“...и хтео би да оде до мађарске школе и провери да ли се тамо певају српске песме „Онамо, `намо“ или „Већ се поља сва зелене“.
У броју 9 Кикимбики упоређује Сегедин и Кикинду: 
„Овде у Кикинди (осим по неког сома) не можеш видети ваљане рибе ни од жеље, а ја сам „пишман” на њу као браћа Хрвати на Босну и Херцеговину.“ 
Сегедински паприкаш остао му је у лошој успомени: 
„Док сам јео паприкаш, нисам на њему ништа необично приметио, шта више, био сам са свим задовољан, и тек кад сам био са свим готов, и хтео да платим – онда сам осетио да је врло „папрен”! Чудни су ти мађарски паприкаши, треба их се чувати!“
У броју 11 су уместо „Шетњи по свету“ штампана „Икимбикимова писма“ у којима се преиспитује српска стварност: јоргован и српски устав давно су процветали, краставци и лична слобода су скупи, Сунце и српска уставност све јаче пеку...Радикали и хистеричне даме напуштају Србију, па се мувају по туђим државама и скупим купатилима.
У прилогу у Враголану број 18 Кикимбики пише: Комараца (и правде) је скоро са свим нестало. Лишће (и Србијин углед) опада у велико... Пчеле (и радикалски прваци) биће за кратко време позатварани, док није снег окупио... Јесење грознице (и Ђурковић) опет се јављају – треба их се чувати!
Од броја 19, аутор рубрике је Рувим, који критикује министра Светомира Николајевића, Анту Старчевића, па и самог краља Милана, светског пустолова и коцкара, када је прокоцкао новац за фишеке, па су војници морали каменом бранити отаџбину.

### Карикатуре
Лист је тек од 1. априла добио насловну карикатуру, или како су се хвалили уредници – „главу“. У листу су објављиване карикатуре, чији аутори нису познати. 

### Афоризми
Враголан је имао рубрике за афоризме: „Пилулице“, „Коштуњци“, „Шарени шљунци“, и друге, који су се углавном односили на локалне личности и догађаје. Ипак наводе се и неки ширег контекста:
„Старешине у Србији деле се. Коме коња, коме сокола, а народу – торба и штап!“

„Кажу да је „стари господар“ необично био весео, кад је пошао у иноземство, а неки веле да је чак и певао: „Ала сам се најашио коња!““ (Односи се на краља Милана)

„Наше министарство се љуља, што је сасвим оправдано, јер је исто својим досадањим радом доказивало, да је дорасло за повој и колевку“.

„Не оцењуј лечника пре него што ти донесе рачун“.

„Није срамота имати – дакле није ни примати“.

### Речник
„Раскраљ Милан – човек који се сам разрешио од краљевске власти, али разрешио се и од задане речи и заклетве, да неће у Србију више долазити“. ref VI, стр.